# 費多托韋
50°56′50″N 33°21′13″E / 50.94722°N 33.35361°E
費多托韋（羅馬化：Fedotove）是位於烏克蘭北部蘇梅州羅姆內區的赫梅利夫市鎮的村莊。該村距離赫雷夏蒂克和沃洛德米里夫卡1.5公里，海拔高度169米，2001年人口6，村内居民母語全數為烏克蘭語。